# Italo Mancini (filosofo)
Italo Mancini (Urbino, 4 marzo 1925 – Urbino, 7 gennaio 1993) è stato un presbitero, filosofo, teologo, storico della filosofia italiano. Italo Mancini è stato uno dei più importanti filosofi della religione del '900.

## Biografia
Nacque a Schieti, una frazione del comune di Urbino. Dopo aver studiato teologia presso il Seminario di Fano, Italo Mancini si laureò in Filosofia all'Università Cattolica di Milano, nella quale ha successivamente insegnato per dieci anni come assistente e docente di Filosofia della religione. Dopo gli studi di ontologia e metafisica sollecitati da Gustavo Bontadini, nel 1965 Carlo Bo lo vuole all'Università degli Studi di Urbino, dove insegna prima Filosofia della religione e Storia del cristianesimo, poi Filosofia teoretica presso la Facoltà di Magistero e, negli ultimi anni, Filosofia del diritto presso la Facoltà di Giurisprudenza. Studioso dei massimi teologi del Novecento, ha curato le edizioni italiane degli scritti di Karl Barth, Rudolf Bultmann e Dietrich Bonhoeffer, pubblicando su quest'ultimo anche una biografia e un'analisi dottrinale. Ha fondato l'Istituto superiore di scienze religiose di Urbino, oggi intitolato a lui, unico esempio, per molti anni, di "facoltà teologica" in una università laica.
Tra i filosofi, molto importante è il suo lavoro di ricerca su Immanuel Kant, che si può ben comprendere alla luce della pubblicazione (in due tomi, nel 1982 e nel 1988) della Guida alla Critica della ragion pura,contribuendo notevolmente alla diffusione del  pensiero kantiano in ambito cattolico. In questo senso è ancora più importante "Kant e la teologia", che Italo Mancini pubblicò nel 1975. In quest'opera, di grande valore speculativo, Mancini tratta la filosofia della religione kantiana, fondata su una concezione morale rigorosa, di tipo personalistico, resa possibile dalla legge morale, l'Imperativo categorico. Questa legge prospetta una trascendenza per l'uomo, attraverso i postulati dell'immortalità dell'anima e dell'esistenza di Dio.
Mancini inoltre indaga anche il rapporto problematico tra la religione razionale con la religione rivelata, che Kant aveva preso in considerazione nella La religione entro i limiti della semplice ragione (1793) e si sofferma, in particolar modo, sui concetti di Male radicale e di Chiesa invisibile. La filosofia della religione di Kant è quindi considerata da Mancini assai feconda anche per la teologia cattolica, alla luce del Concilio Vaticano II.
Negli anni '70 del XX secolo Italo Mancini si è anche confrontato con Marx e il Marxismo, allora dominanti nella cultura filosofica e politica italiana. In Marx, Mancini tiene in grande considerazione il concetto di Alienazione, presente soprattutto nei Manoscritti economico-filosofici del 1844. Questo concetto, che esprime l'estraneazione dell'operaio in rapporto al lavoro salariato, a causa dei modi di produzione capitalistici, capaci di sfruttare il lavoro come fosse una merce, deve essere stimolo per la Dottrina Sociale della Chiesa. Questa deve tenere presente anche un altro concetto fondamentale della filosofia del 'giovane Marx': il concetto di prassi. Questo importante concetto può essere recuperato anche all'interno di una concezione cattolica, che non si limiti a giustificare lo 'status quo', ma che voglia invece trasformare la società, (ma anche la Chiesa) sempre alla luce del Concilio Vaticano II.
Ciò che invece Mancini critica in Marx è l'ateismo e il materialismo: in particolare  critica l'uso della dialettica hegeliana in una prospettiva materialistica (materialismo storico). Questa concezione infatti mette in discussione la libertà dell'uomo, inteso come persona, riducendolo all'insieme dei suoi rapporti economici.
Italo Mancini ha inoltre fatto parte della redazione della rivista internazionale di teologia Concilium. È stato autore di numerosi libri di notevole spessore e di grande successo editoriale. Ha fondato nel 1981 la rivista di filosofia e teologia Hermeneutica, che esce per numeri monografici, nota sia a livello nazionale che internazionale ed edita da Morcelliana.
La sua posizione di pensiero, verte su un cristianesimo, di  carattere personalista, caratterizzato da un grande rigore morale di matrice kantiana.
La sua concezione della prassi politica è di matrice liberale e democratica, d'impronta sociale (sulle orme del Concilio Vaticano II), che cercava uno spazio autonomo e libero, dando un'importante risposta, da credente, alla cultura laicista e marxista di quegli anni. Per tutti questi motivi Mancini è considerato uno dei più importanti filosofi della religione del '900.

## Pubblicazioni
- Ontologia fondamentale, La Scuola, Brescia 1958
- Il giovane Rosmini. I. La metafisica inedita, Argalìa, Urbino 1963
- Filosofi esistenzialisti (Heidegger, Marcel, Wahl, Gilson, Lotze), Argalìa, Urbino 1964
- Linguaggio e salvezza, Vita e Pensiero, Milano 1964
- Filosofia della religione, Abete, Roma 1968
- Bonhoeffer, Vallecchi, Firenze 1969
- Teologia ideologia utopia, Queriniana, Brescia 1974
- Kant e la teologia, Cittadella, Assisi 1975
- Futuro dell'uomo e spazio per l'invocazione, L'Astrogallo, Ancona 1975
- Con quale comunismo La Locusta, Vicenza, 1976
- Novecento teologico, Vallecchi, Firenze, 1977
- Con quale cristianesimo, Coines, Roma, 1978
- Teologia ideologia utopia, Queriniana, Brescia 1978
- Fede e cultura, con Giuseppe Ruggeri, Genova, Marietti 1979
- Come continuare a credere, Rusconi, Milano 1980
- Negativismo giuridico, QuattroVenti, Urbino 1981
- Guida alla Critica della ragion pura, vol. I, QuattroVenti, Urbino 1982
- Lettera a un laureando, Urbino, Quattroventi 1982
- Il pensiero negativo e la nuova destra, Mondadori, Milano 1983
- Il quinto evangelio come violenza ermeneutica, in “Apocalisse e ragione”, testi di Carlo Bo e altri, Urbino, Quattroventi 1983, “Hermeneutica” 3, pp. 29-139
- Filosofia della prassi, Morcelliana, Brescia 1986
- Tre follie, Camunia, Milano 1986
- Guida alla Critica della ragion pura, vol. II,  QuattroVenti, Urbino 1988
- Il male radicale per Kant, in “La ragione e il male. Atti del terzo colloquio su filosofia e religione”, 8-10 maggio 1986; Genova, Marietti 1988, pp. 53-72
- De profundis per la dialettica, in “Metafisica e dialettica”, Genova, Tilgher 1988, pp. 153-214
- Tornino i volti, Marietti, Genova 1989
- Giustizia per il creato, Urbino, Quattroventi 1990, coll. "Il nuovo Leopardi"
- L'Ethos dell'Occidente. Neoclassicismo etico, profezia cristiana, pensiero critico moderno, Marietti, Genova 1990
- Scritti cristiani. Per una teologia del paradosso, Marietti, Genova 1991

### Opere postume
- Diritto e società. Studi e testi, Urbino, Quattroventi 1993
- Come leggere Maritain, Brescia, Morcelliana 1993
- Ethos e cultura nella cooperazione di credito, Piergiorgio Grassi, Urbino, Associazione per la ricerca religiosa “S. Bernardino”, Quattroventi 1994
- Bonhoeffer (postfazione di Piergiorgio Grassi), Morcelliana, Brescia 1995
- Frammento su Dio, Andrea Aguti (a cura), prefazione di Graziano Ripanti, Brescia, Morcelliana 2000
- Per Aldo Moro. Al di là della politica, Carlo Bo - Mario Luzi - Italo Mancini, Urbino, Quattroventi 2008
- Opere scelte. Voll. 1-3, Brescia, Morcelliana 2007-2011